# Microsoft Certified Solution Developer

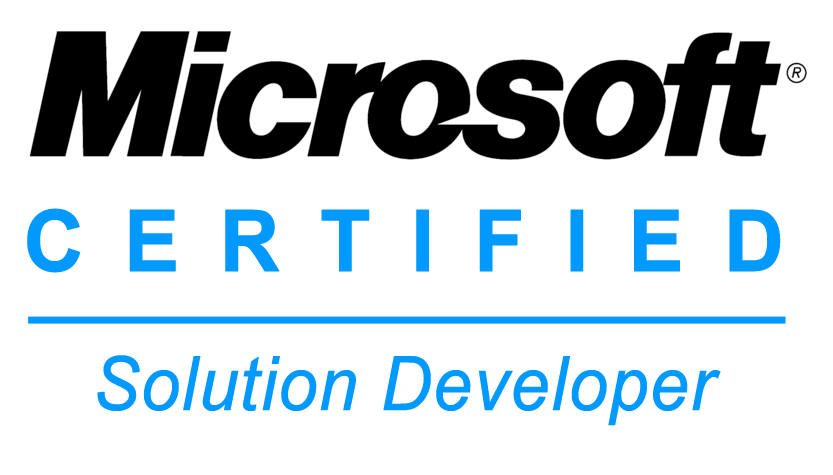
Logo de Microsoft Certified Solutions Developer

Microsoft Certified Solutions Developer (MCSD) est une certification Microsoft indiquant qu'un professionnel est capable de concevoir et maintenir des applications, progiciels et composants systèmes grâce à des technologies .NET.
Elle est composée de cinq examens.